# Alexander Libermann
Alexander Libermann  (* 1896 bei Kiew; † 1978) war ein US-amerikanischer Pianist und Musikpädagoge ukrainischer Herkunft.
Liberman gab nach der Oktoberrevolution in Kiew Kindern Musikunterricht. Vor dem aufkommenden Stalinismus flüchtete er nach Berlin, wo er Schüler von Egon Petri wurde. Nach der Übernahme der Macht in Deutschland durch die Nationalsozialisten emigrierte er nach Paris. Nach der Okkupation von Paris durch die Deutschen ging er nach Südfrankreich und gründete mit Unterstützung Arthur Rubinsteins eine Musikschule in Nizza. Petri verschaffte ihm schließlich 1947 eine Stelle am Mills College in Oakland (Kalifornien), wo er bis zu seinem Tod gemeinsam mit Petri unterrichtete.
Zu seinen Schülern zählten u. a. William Corbett-Jones, Lois Brandwynne und Elinor Armer. Letztere gab 1984 eine Sammlung seiner Vorlesungen unter dem Titel A Comprehensive Approach to the Piano (Arif Press, ISBN 9780913537145) heraus. Robert Sheldon veröffentlichte Petri-Libermann Notes on the Art and Technique of Pianoforte Playing.